# Zbraň (Žiželice)
Zbraň je malá vesnice a část obce Žiželice v okrese Kolín. Nachází se západně od Žiželic u silnice do Choťovic. Leží v katastrálním území Končice.

## Historie
První písemná zmínka o vesnici pochází z roku 1692.
Původně se jednalo o osadu hlídačů „zbraní“ (mechanických zábran proti úniku ryb z rybníka) Žehuňského rybníka, na jehož horním vzdutí sídlo leží. V místě je česlicový jez na řece Cidlině, vybíhá odsud šest kilometrů dlouhý Žehuňský náhon, postavený za Pernštejnů v roce 1492 pro pohon mlýnů a ochranu před povodněmi. V okolí osady se nachází národní přírodní rezervace Žehuňský rybník a Žehuňská obora.